# Matanog

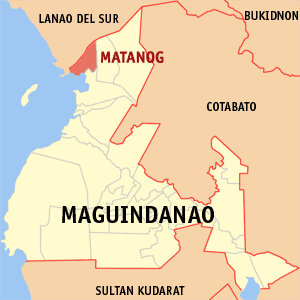
Bản đồ Maguindanao với vị trí của Matanog

Matanog là một đô thị hạng 5 ở tỉnh Maguindanao, Philippines. Theo điều tra dân số năm 2000 của Philipin, đô thị này có dân số 19.006 người trong 3.125 hộ.

## Các đơn vị hành chính
Matanog được chia ra 8 barangay.
- Bayanga Norte
- Bayanga Sur
- Bugasan Norte
- Bugasan Sur
- Kidama
- Sapad
- Langco
- Langkong